# Ustilago maydis
Ustilago maydis (DC.) Corda, 1842 è un fungo patogeno e parassitario che infesta i chicchi del mais. Dopo essere entrate nello spadice della pannocchia, le spore parassitarie infestano i chicchi ingrigendoli e causandone un anomalo rigonfiamento tumoriforme. La malattia causata da Ustilago maydis viene nominata carbone del mais o huitlacoche. Sebbene in molte piantagioni vengano distrutte appena avvistate, le pannocchie infettate da Ustilago maydis sono considerate una specialità in Messico, ove fungono da ingrediente per molti alimenti fra cui quesadilla, zuppe e alimenti a base di tortilla.

## Etimologia

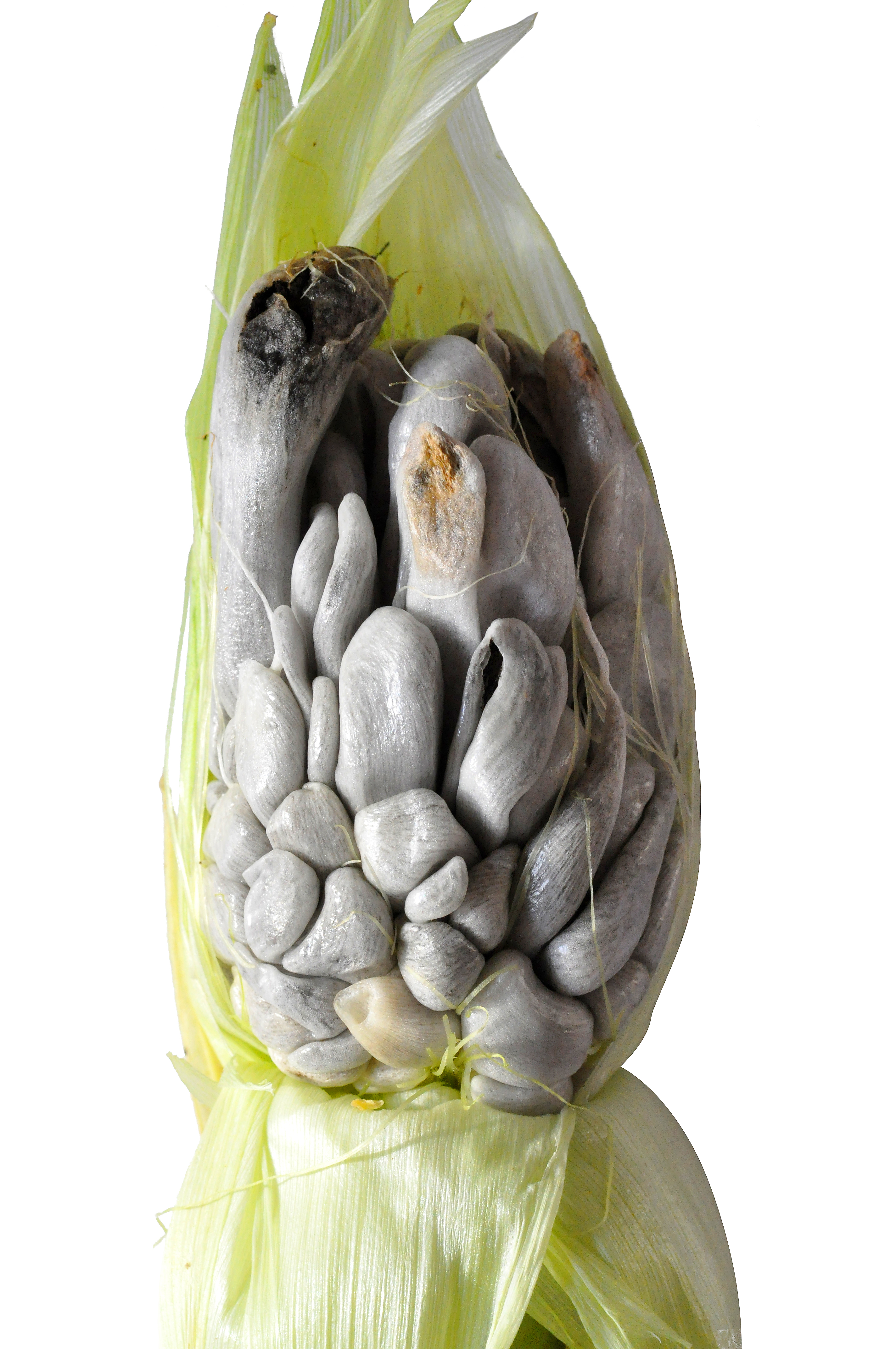
Pannocchia affetta da Ustilago maydis

La parola huitlacoche, che viene utilizzata in Messico in riferimento al carbone del mais, è originaria della lingua nahuatl. Tuttavia le sue origini sono controverse. Nel moderno nahuatl la parola che indica l'huitlacoche è cuitlacochin che alcune fonti ritengono essere la forma antica ed equivalente di huitlacoche. Secondo un'ipotesi rivelatasi errata, huitlacoche proverrebbe dalla combinazione dei termini cuitlatl ("escremento" o "escrescenza") e cochtli ("dormire") che, insieme, comporrebbero "escrementi dormienti/in letargo": un riferimento al fatto che il fungo cresce tra i semi e impedisce loro di svilupparsi facendoli "addormentare". Altri ancora supportano l'idea che la parola significhi "escrementi di corvo". Queste fonti sembrano combinare la parola cuitlacoche, un riferimento a un tipo di uccello, con cuitla, che significa  "escrescenza" o "escrementi". Tuttavia, il significato aviario di cuitlacoche deriva dalla parola nahuatl "canzone" cuīcatl, che proviene a sua volta dal verbo cuīca, cioè "cantare". Pertanto ciò rende incerta tale possibilità. Un'altra testimonianza vuole che la parola sia una fusione di cuītla e tlaōlli che, se combinate, ottengono come risultato "escrescenza del mais".

## Caratteristiche
Il fungo infetta tutte le parti della pianta ospite invadendone gli ovari dell'infiorescenza. Durante il processo, i chicchi di mais si gonfiano diventando galle tumoriformi e i loro tessuti, struttura e consistenza divengono simili a quelle di funghi epigei. Questi galle sono costituite da cellule ipertrofiche della pianta infetta, insieme ai risultanti fili fungini e spore blu-nere. Queste spore di colore scuro conferiscono alla pannocchia un aspetto grigio che le fa sembrare "bruciate" (ustilago significa infatti "bruciato" in lingua latina).

## Biologia

### Ciclo vitale

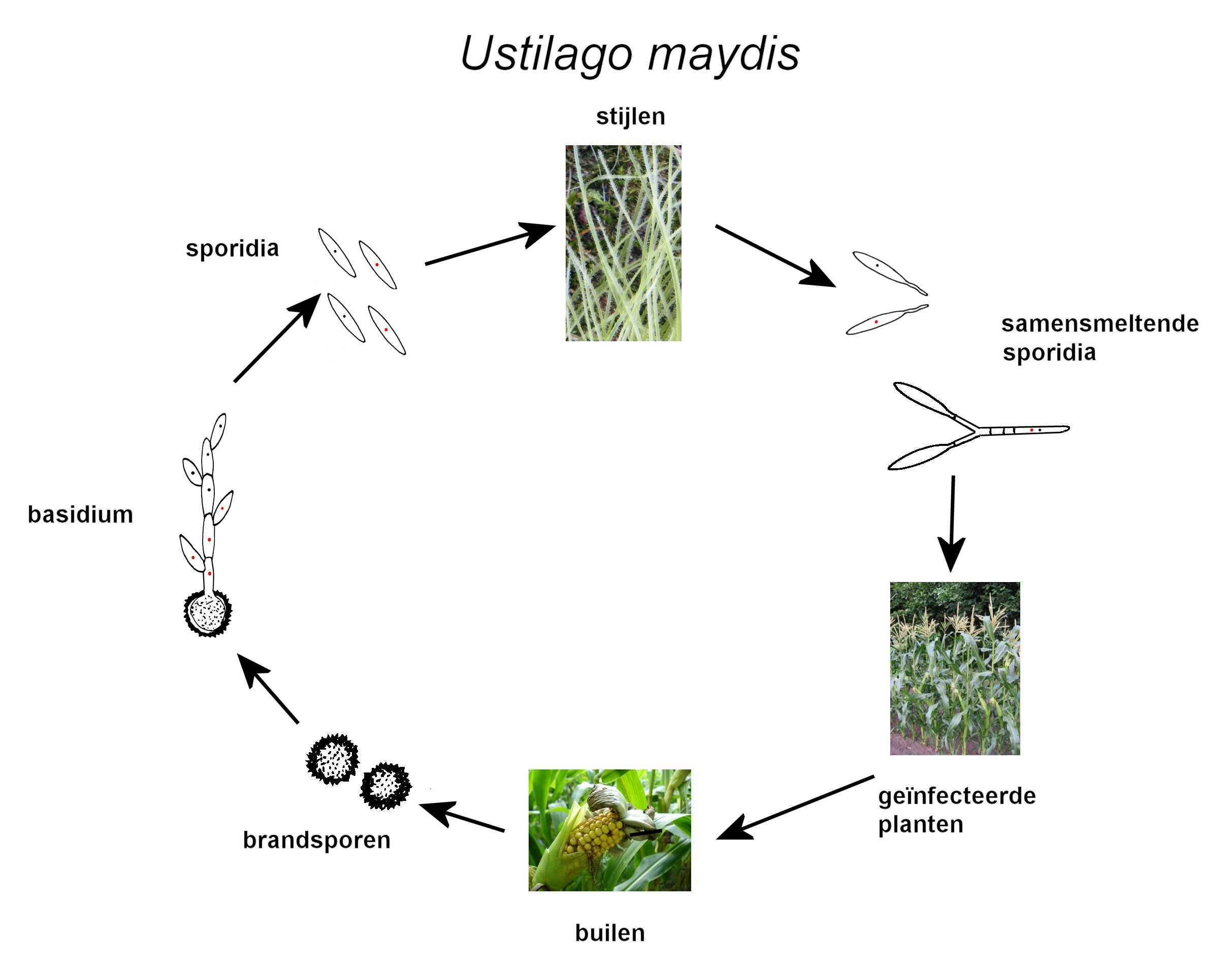
Schema raffigurante il ciclo di vita di Ustilago maydis

Se coltivato in laboratorio su semplici terreni di coltura, l'huitlacoche si comporta come il lievito di birra, formando singole cellule chiamate sporidia che si moltiplicano germogliando da altre cellule figlie. Quando due sporidia sono compatibili, si incontrano sulla superficie della pianta, passando a una diversa modalità di crescita, inviando dapprima pili per trovarsi, dopodiché si fondono e formano un'ifa per entrare nella pianta del mais. Le ife che crescono nella pianta sono dicarionti, ovvero possiedono due nuclei aploidi per compartimento ifale. Contrariamente agli sporidi, la fase dicarionte di Ustilago maydis richiede l'infezione della pianta per crescere e differenziarsi e non può essere conservata in laboratorio.
La proliferazione del fungo all'interno della pianta ne causa sintomi come la clorosi, la formazione di antociani, la crescita ridotta delle colture e la comparsa di tumori che ospitano le teliospore in via di sviluppo.
Le spore mature vengono rilasciate dai tumori e diffuse da fenomeni atmosferici come la pioggia e il vento. In condizioni adeguate, si forma un metabasidio in cui si verifica la meiosi e i nuclei aploidi risultanti migrano in singole cellule allungate che si staccano dal metabasidio per diventare sporidi, completando così il loro ciclo di vita.

### Conflitto ospite / patogeno
Le piante di granturco hanno sviluppato efficienti sistemi di difesa contro i microbi patogeni e possono reagire di fronte a tali agenti reagendo con l'esplosione ossidativa, che comporta la produzione di ossigeno reattivo nel punto in cui avviene il tentativo di invasione. Ustilago maydis può rispondere mediante una risposta allo stress ossidativo, regolata dal gene YAP1 che protegge le spore dall'attacco dell'ospite che è necessario per la virulenza del patogeno. Inoltre, Ustilago maydis può contare su un sistema di riparazione del DNA ricombinazionale ben consolidato. Questo sistema di riparazione coinvolge un omologo di Rad51 che ha una sequenza e dimensioni molto simili alle sue controparti di mammiferi. Questo sistema coinvolge anche una proteina, Rec2 che è più lontanamente correlata a Rad51, e la proteina Brh2 che è una versione semplificata della proteina mammaria Breast Cancer 2 (BRCA2). Quando una di queste proteine è inattiva, aumenta la sensibilità di Ustilago maydis agli agenti dannosi per il DNA. Anche la ricombinazione mitotica diventa carente, la frequenza di mutazione aumenta e la meiosi non riesce a completarsi. Queste osservazioni suggeriscono che la riparazione ricombinazionale durante la mitosi e la meiosi in Ustilago maydis può aiutare l'agente patogeno a sopravvivere al danno del DNA derivante dalla risposta difensiva ossidativa dell'ospite all'infezione, nonché da altri agenti dannosi per il DNA.

## Utilizzi

### Organismo modello
Sebbene il suo ruolo in natura sia sconosciuto, Ustilago maydis è divenuto un organismo modello per via della sua capacità di svilupparsi in maniera simile al lievito. Il suo genoma è stato interamente sequenziato. Il fungo viene adottato nell'ambito dell'ingegneria genetica, ove vengono studiate le relazioni che esso ha con il suo ospite. Il carbone del mais viene utilizzato per studiare la genetica delle piante oltre alle loro malattie. Nel 1996, uno studio sulla genetica del fungo portò alla scoperta dell'annerimento di filamenti dipendente dalla sintesi, un metodo di ricombinazione omologa usato nella riparazione del DNA. Ustilago maydis viene inoltre preso in esame per studiare le correlazioni fra il tumore al seno e il gene BRCA2.

### Biotecnologia industriale
Ustilago maydis è in grado di produrre una vasta gamma di sostanze chimiche preziose fra cui l'acido ustilagico, l'acido itaconico, l'acido malico e l'acido idrossiparaconico. Proprio per tali ragioni, il parassita sta acquisendo sempre più rilevanza in ambito industriale.

### Usi culinari
Essendo infettate da un organismo parassitario che diminuisce la resa delle piante del mais, le colture affette da Ustilago maydis vengono in genere distrutte. Tuttavia, il carbone del mais è commestibile e funge da ingrediente per molti piatti, specialmente in Messico, ove gli esemplari affetti da Ustilago maydis, che prendono il nome di huitlacoche vengono venduti a prezzo più caro rispetto agli esemplari non contaminati. L'huitlacoche viene consumato in Messico sin dall'antichità e faceva parte della cucina azteca. Le galle di mais infette vengono raccolte quando sono immature, ovvero tre o quattro settimane dall'inizio dell'infezione. L'huitlacoche è ricco di sostanze commestibili fra cui il sotolone, la vanillina e il glucosio, e vanta una percentuale più alta di proteine rispetto al mais non contaminato. Il suo sapore viene definito terroso e per alcuni ricorda quello del fumo. Il carbone del mais funge da ingrediente per molti piatti perlopiù messicani fra cui succotash, quesadilla, pietanze con tortilla, frittate e risotti.

## Galleria d'immagini

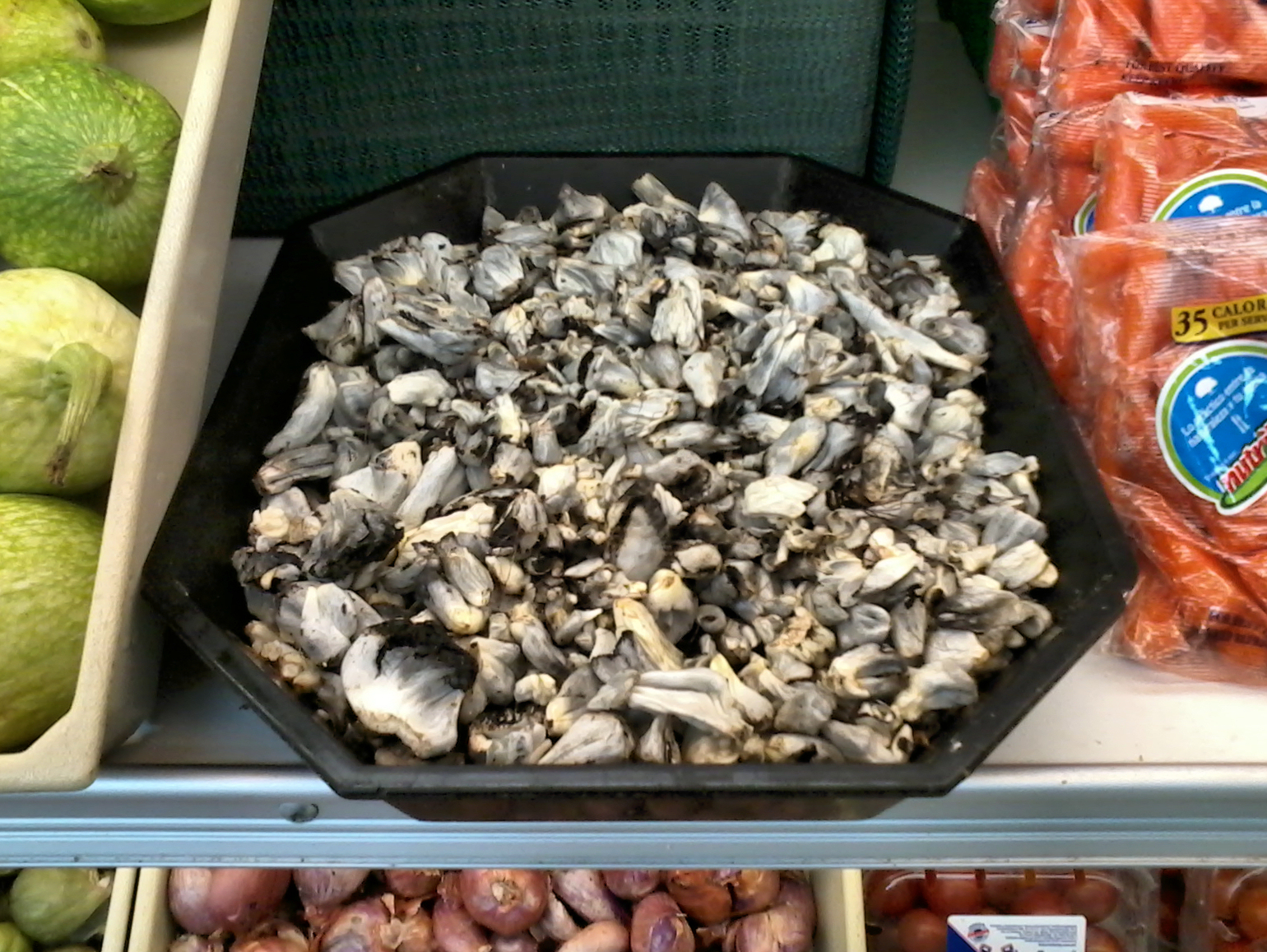
Huitlacoche in vendita
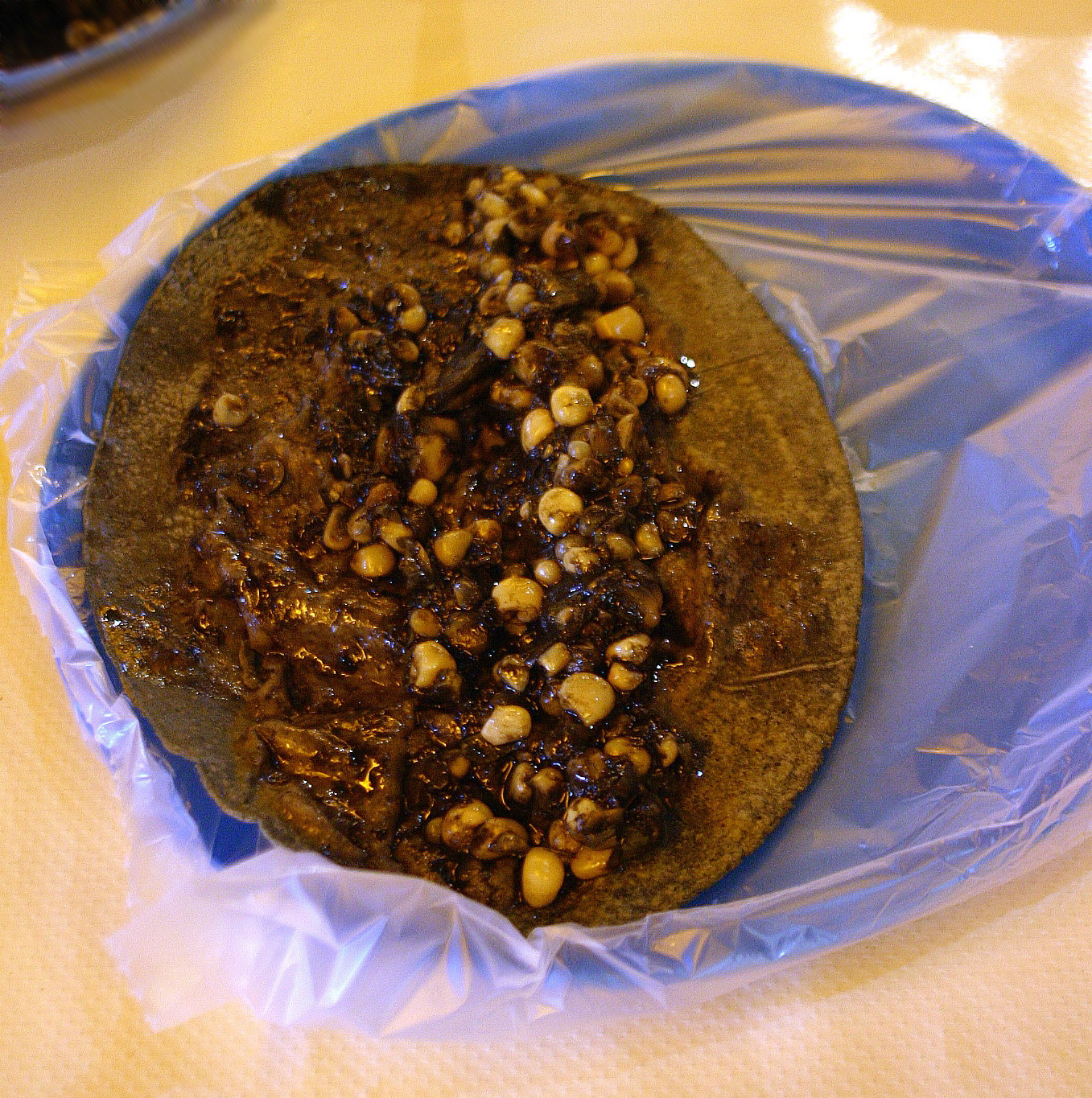
Tortilla con huitlacoche
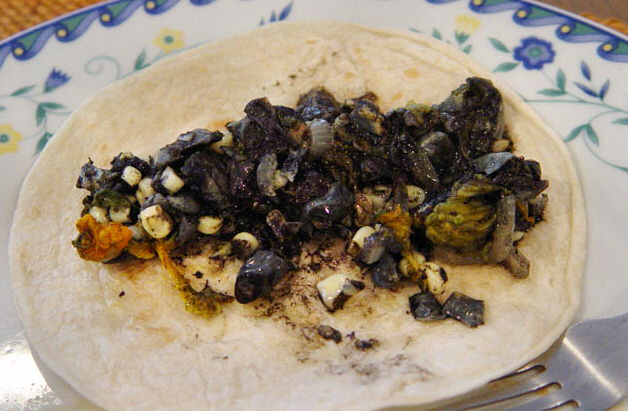
Taco con huitlacoche
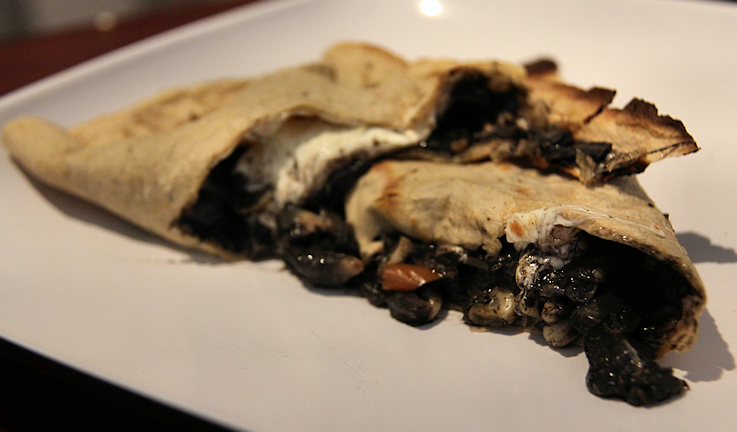
Empanada de huitlacoche
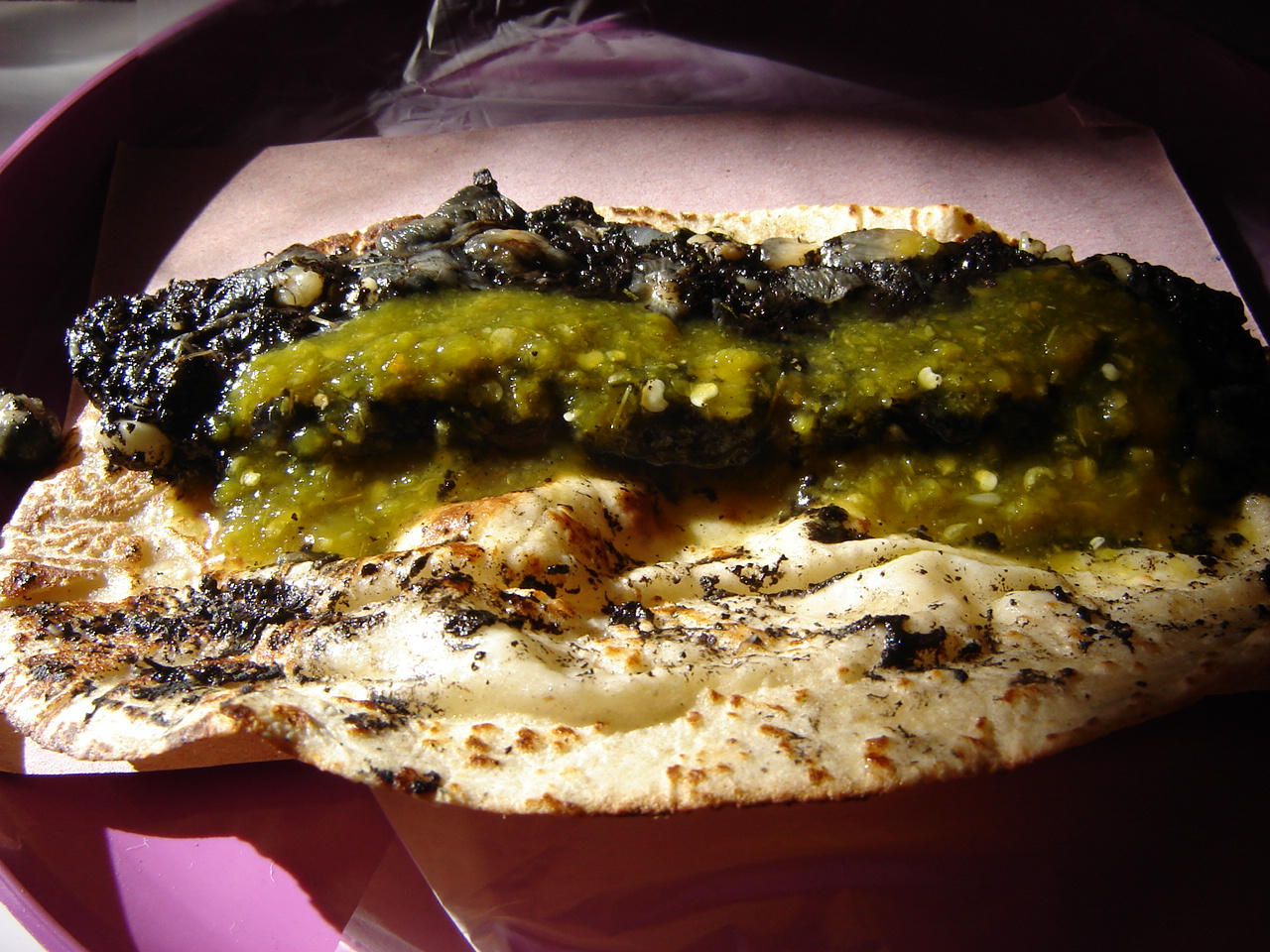
Quesadilla con huitlacoche